# Midbyn
Midbyn är en tidigare småort i Råneå socken i Luleå kommun, Norrbottens län. Vid 2015 års småortsavgränsning visade sig att folkmängden i orten sjunkit till under 50 personer och småorten upplöstes.